# Greensboro Generals (EHL)
Die Greensboro Generals waren ein US-amerikanisches Eishockeyfranchise der Eastern Hockey League sowie Southern Hockey League aus Greensboro, North Carolina. 

## Geschichte
Die Greensboro Generals spielten von 1959 bis 1973 in der Eastern Hockey League. Anschließend führten sie nach der vorläufigen Einstellung der Eastern Hockey League als Gründungsmitglied den Spielbetrieb in der Southern Hockey League fort. Die Mannschaft belegte in der SHL immer die hinteren Plätze und kam nur in ihrer SHL-Premierenspielzeit über den fünften Platz hinaus. Nachdem die Saison 1976/77 aus finanziellen Gründen vorzeitig abgebrochen und die Liga eingestellt wurde, stellten auch die Greensboro Generals den Spielbetrieb ein. 
Ein gleichnamiges Team nahm von 1989 bis 1995 am Spielbetrieb der East Coast Hockey League teil.

## Saisonstatistik (SHL)
Abkürzungen: GP = Spiele, W = Siege, L = Niederlagen, T = Unentschieden, OTL = Niederlagen nach Overtime SOL = Niederlagen nach Shootout, Pts = Punkte, GF = Erzielte Tore, GA = Gegentore, PIM = Strafminuten
| Saison  | GP | W  | L  | T  | OTL | SOL | Pts | GF  | GA  | Platz   | Playoffs |
| 1973/74 | 71 | 33 | 37 | 1  | —   | —   | 67  | 285 | 310 | 3., SHL |          |
| 1974/75 | 72 | 23 | 47 | 2  | —   | —   | 48  | 262 | 384 | 5., SHL |          |
| 1975/76 | 72 | 18 | 42 | 12 | —   | —   | 48  | 221 | 317 | 6., SHL |          |
| 1976/77 | 40 | 15 | 24 | 1  | —   | —   | 31  | 140 | 173 | 6., SHL |          |

## Team-Rekorde

### Karriererekorde
Spiele: 208  Wally Sprange
Tore: 87  Howie Heggedal
Assists: 164  Wally Sprange
Punkte: 225  Wally Sprange
Strafminuten: 416  Alvin White